# Yankee

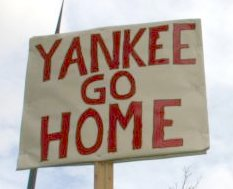
„Yankee go home“, Plakat in Liverpool

Logo des Baseballclubs New York Yankees

Der Ausdruck Yankee bezeichnet seit dem 18. Jahrhundert nordamerikanische Siedler, Bewohner der US-Nordstaaten bzw. US-Amerikaner allgemein.

## Geschichte
Der Name leitet sich möglicherweise vom Spitznamen der niederländischen Einwanderer ab, die „Jan Kees“ genannt wurden – Jan und Kees sind in den Niederlanden häufige Vornamen. Einer weiteren Theorie zufolge leitet sich die Bezeichnung über die englische Verballhornung „Yanke“ vom häufigen niederländischen Spitz- und Nachnamen „Janke“ ab, der während der Kolonialzeit zur Bezeichnung von Niederländisch sprechenden Kolonisten und Siedlern im Nordosten (Nieuw Nederland) der späteren Vereinigten Staaten verwendet wurde. Seit 1713 war in Cambridge/Massachusetts das Adjektiv yankee, „ausgezeichnet“ nachweisbar.
Der Ausdruck wurde als Spitzname für die Bewohner Neuenglands im Norden der Vereinigten Staaten verwendet, beispielsweise von Mark Twain in A Connecticut Yankee in King Arthur’s Court (1889). Während des von 1861 bis 1865 dauernden Sezessionskriegs wurde der Begriff von den Südstaatenbewohnern der Vereinigten Staaten abfällig für die Truppen der feindlichen Nordstaaten verwendet und Billy Yank als Name für einen Unionssoldaten. Die Nordstaatler reagierten darauf, indem sie den Yankee Doodle zu ihrem Schlachtlied und zu ihrer inoffiziellen Nationalhymne machten.
Heute wird er in den Vereinigten Staaten überwiegend in dieser Bedeutung verwendet, während der Begriff „Yankee“ außerhalb der Vereinigten Staaten, meist mit abschätzigem Unterton, allgemein auf US-Amerikaner angewandt wird. Besonders in romanischen Ländern, jedoch auch im Vereinigten Königreich fand die antiamerikanische Parole „Yankee Go Home“ Verbreitung, die sich gegen die Anwesenheit von US-Truppen oder den American Way of Life richtete.